# Terregles
 (septembre 2023).
Terregles est un village situé dans le Dumfries and Galloway, en Écosse.